# Острво Ирабу
Острво Ирабу (јап. 下地島), је острво у области Мајико у префектури Окинава, Јапан. Острво припада групи острва Мијако, острва Сакисима архипелагу Рјукју.

## Географија
Острво је површине 29,08 км² са 5847 становника (2011). Највећа насеља су села Сарахама, Ирабу и Савада. 
Острво Ирабу је са многим мостовима повезано са суседним острвом Симоџи, где је изграђен аеродром. 2015. је отворен у мост дужине 3.54 км, који повезује острво са Ирабу и острво Мијако.
Острво је равна са највишом тачком 89 м, на крајњем истоку. Реке нема.

## Галерија
- Поглед
- Споменик
- Плажа
- Морска обала

24° 32′ 24″ С; 126° 10′ 01″ И / 24.54° С; 126.167° И